# Mychajlo Kolodsinskyj

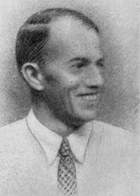
Mychajlo Kolodsinskyj

Mychajlo Franjowytsch Kolodsinskyj (ukrainisch Михайло Франьович Колодзінський, * 26. Juli 1902 in Pototschyschtsche, Galizien, heutiger Rajon Kolomyja; † 19. März 1939 in Solotwyno, Karpatenukraine) war ein ukrainischer Offizier.

## Biografie
Er hatte polnische Wurzeln und wurde im römisch-katholischen Glauben getauft. Im Alter von zwanzig Jahren wechselte er zu den griechischen Katholiken. Er diente in der polnischen Armee und erhielt nach dem Abitur den Rang eines Leutnants. Danach trat er in die juristische Fakultät der Universität Lwiw ein.
In den 1920er Jahren wurde er Mitglied von Plast. 1922 trat er der Ukrainischen Militärischen Organisation (UWO) bei. Während seiner Studienzeit war er an Untergrundaktivitäten beteiligt, weshalb er von der polnischen Polizei verhaftet und aufgrund seiner Beteiligung an der UWO seines Offiziersrangs entzogen wurde. Ab 1929 übernahm er eine Führungsrolle in der Organisation Ukrainischer Nationalisten (OUN) in Galizien. In den Jahren 1932 bis 1933 war er als Leiter der militärischen Ausbildung im Vorstand der OUN für Galizien tätig.
Nach seiner Rückkehr aus einer weiteren Haft ging Kolodsinskyj 1933 ins Ausland. Er verfasste mehrere Werke zur Militärstrategie. Im Januar 1939 kehrte er in die Ukraine zurück, um den Generalstab der Karpaten-Sitsch zu leiten. Kolodsinskyj organisierte den Grenzschutz und staatliche Institutionen, gründete Militärabteilungen, führte eine militärische Ausbildung für Freiwillige durch und eröffnete Kurse für Senioren.
Nach der ungarischen Invasion der Karpatenukraine stieß Kolodsinskyjs Gruppe am 18. März 1939 im Wald auf eine ungarische Einheit. Er wurde verhaftet und nach Solotwyno gebracht. Am 19. März 1939 wurden er und 15 weitere Sitsch-Kämpfer nach Verhören in einem Salzbergwerk erschossen.
In Solotwyno, Tjatschiw und Sokyrnyzja sind Straßen nach Kolodsinskyj benannt.